# Øster Hæsinge Sogn
Øster Hæsinge Sogn ist eine Kirchspielsgemeinde (dän.: Sogn)
auf der Insel Fyn (dt.: Fünen) im südlichen Dänemark.
Bis 1970 gehörte sie zur Harde Sallinge Herred im damaligen Svendborg Amt, danach zur Faaborg Kommune im
Fyns Amt, die im Zuge der  Kommunalreform zum 1. Januar 2007 in der
Faaborg-Midtfyn Kommune in der Region Syddanmark aufgegangen ist.
Im Kirchspiel leben 277 Einwohner (Stand: 1. Januar 2023).

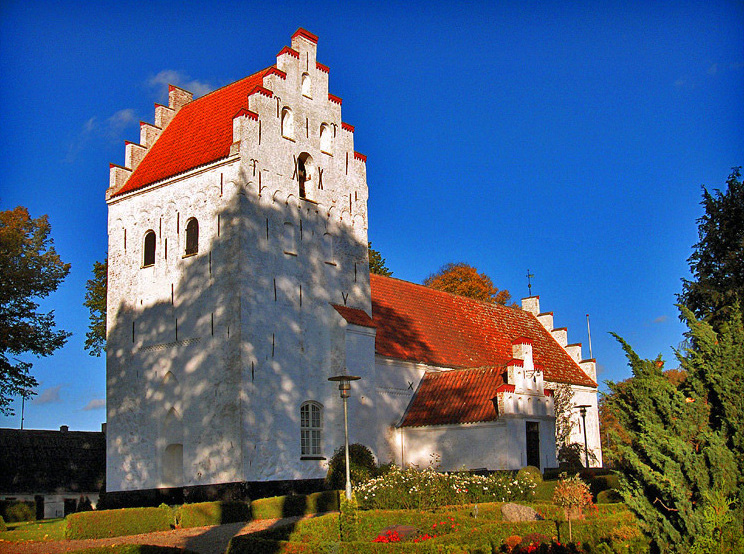
Øster Hæsinge kirke

Im Kirchspiel liegt die Kirche „Øster Hæsinge Kirke“.
Nachbargemeinden sind im Nordosten Hillerslev Sogn, im Südosten Brahetrolleborg Sogn, im Südwesten Svanninge Sogn, im Westen Vester Hæsinge Sogn und im Nordwesten Sandholts Lyndelse Sogn.